# Andrej Škuro
Andrej Grigor'evič Škuro (Paškovskaja, 17 gennaio 1887 – Mosca, 1º maggio 1947) è stato un generale russo di origine ucraina.

## Biografia

### Primi anni
Nacque nella stanica di Paškovskaja (Пашковская), vicino alla città di Ekaterinodar da una famiglia cosacca. Nel 1907 Škuro si laureò alla scuola di cavalleria di Nikolaev e prestò servizio nell'armata cosacca di Kuban'. Nella prima guerra mondiale Škuro divenne il comandante di una speciale unità di guerriglia che effettuò diverse incursioni ardite dietro le linee austro-ungariche e tedesche. Durante la prima guerra mondiale, Škuro fu promosso al grado di colonnello, mentre durante la guerra civile russa fu generale dell'Armata Bianca.

### L'esilio
Dopo la sconfitta delle Armate Bianche nella guerra civile russa, Škuro lasciò la Russia e visse gli anni successivi in esilio principalmente tra la Francia e la Serbia. Durante i primi anni lui e altri suoi compagni cosacchi, servendosi della propria abilità di cavallerizzi, si esibirono un poi in tutta Europa lavorando in alcuni circhi come artisti a cavallo esibendosi nelle tipiche acrobazie dei cosacchi, senza tuttavia cessare di coordinare e porre in atto attività anti-sovietiche. Le memorie degli emigrati russi lo descrivono come una persona gioviale, che amava le feste con balli e canti tradizionali, bevendo copiosamente e ricordando le antiche memorie della Russia zarista.

### La Seconda guerra mondiale e la morte
Nel 1941 Škuro accettò l'offerta dell'esercito tedesco di formare un'unità di cavalleria cosacca assieme ad altri esuli Bianchi, prigionieri di guerra russi (principalmente cosacchi) per combattere l'Armata Rossa al fianco della Wehrmacht. Egli, assieme a molti altri esuli e dissidenti, sperava di riuscire ad annientare il sistema sovietico con l'aiuto dei tedeschi e liberare la Russia dal comunismo. Nel 1944 fu posto al comando della "Riserva Cosacca" e dispiegato coi suoi uomini in Jugoslavia contro le truppe del maresciallo Josip Broz Tito, prendendo parte ai feroci combattimenti della guerra partigiana nei Balcani. Nel 1945 fu catturato dalle forze anglo-americane in Austria e detenuto per alcuni mesi come prigioniero di guerra per poi, assieme alla maggior parte dei cosacchi che avevano combattuto con i tedeschi, essere consegnato all'Unione Sovietica in quella che viene ricordata come l'operazione Keelhaul. Processato per tradimento e attività antisovietiche, la Suprema corte dell'URSS condannò a morte Škuro mediante impiccagione. La sentenza fu eseguita il 1º maggio 1947, assieme a quella di Pëtr Krasnov, altro comandante cosacco che aveva combattuto contro i sovietici durante la guerra.